# Lappologi
Lappologi är en äldre benämning på akademisk forskning om samer, använd under andra halvan av 1800-talet och första halvan av 1900-talet. Lappologin täckte in studier av både kultur och historia samt av de samiska språken.